# Jeffrey Goldstone
Jeffrey Goldstone (Manchester, 3 de setembro de 1933) é um físico britânico, morando nos Estados Unidos desde 1977.